# Чуа Теонг Бан
Теон Бан Чуаха (Chuah Teong Ban) (25 січня 1961) — малайзійський дипломат. Надзвичайний і Повноважний Посол Малайзії в Україні.

## Біографія
Народився 25 січня 1961 року. Закінчив Малайзійський університет, Національний інститут державного управління та Курси дипломатичної практики при Оксфордському університеті.
12.01.1988 — призначений помічником секретаря Адміністративної і дипломатичної служби Малайзії;
10.06.1991 — другий секретар Посольства Малайзії у Південній Кореї.
03.01.1996 — помічник секретаря Південно-азійського департаменту МЗС Малайзії.
27.02.1999 — перший секретар, Посольство Малайзії, Зімбабве.
14.04.2002 — радник міністра, Посольство Малайзії, Франція.
05.01.2007 — заступник генерального директора азіатсько-малайзійського секретаріату МЗС Малайзії.
З січня 1988 року на дипломатичній роботі в Міністерстві закордонних справ Малайзії.
З 6 квітня 2011 по грудень 2015 року — Надзвичайний і Повноважний Посол Малайзії в Києві.